# Шифф, Хуго
Хуго (Уго) Йозеф Шифф (нем. Hugo (Ugo) Schiff), (26 апреля 1834 — 8 сентября 1915) — химик; первооткрыватель оснований Шиффа, других иминов, качественной реакции на альдегиды с фуксинсернистой кислотой (реакция Шиффа), на мочевину и на фурфурол. Впервые синтезировал тионилхлорид (1857), дигалловую кислоту (1873), популин (1868). Разработал прибор для количественного определения азота по методу Ж. Б. Дюма

## Биография
Брат физиолога Морица Шиффа. Родился во Франкфурте-на-Майне, изучал химию в Гёттингенском университете по руководством Ф. Вёлера. Окончил обучение в 1857 году (диссертация — нем. Uber einige Naphtyl- und Phenyl-derivate) и сразу же после этого эмигрировал в Швейцарию из-за своих либеральных взглядов. С 1857 по 1863 год работал в Бернском университете, а затем переехал в Италию: сперва в Пизу, а затем во Флоренцию. В 1870 году совместно со Станислао Канниццаро учредил научный химический журнал, Gazzetta Chimica Italiana. В 1877 году работал в Туринском университете, но вскоре, в 1879 году, вернулся во Флоренцию, где работал в Университете Флоренции, при котором им был учрежден химический институт.
Шифф разделял социалистические взгляды и даже, по слухам, поддерживал переписку с К. Марксом и Ф. Энгельсом. В 1894 году участвовал в учреждении итальянской социалистической газеты «Аванти!». Написал биографию Пристли.